# Премия Ханны Арендт
Пре́мия Ха́нны А́рендт за политическую мысль (нем. Hannah-Arendt-Preis für politisches Denken) — премия, присуждаемая лицам, представляющим традиции политического теоретика Ханны Арендт, особенно в отношении тоталитаризма. Финансируется сенатом Бремена и фондом имени Генриха Бёлля, ежегодно вручается философам, историкам, филологам и общественным деятелям за критическое осмысление современной политики. Премию учредили сравнительно недавно — в 1994-м году, в честь американки немецкого происхождения Ханны Арендт, ученицы Хайдегера и Ясперса, эмигрировавшей в начале 40-х годов в США. Сумма премии — 10 000 €.

## Лауреаты
| Год  | Лауреат                    | Область деятельности                                 |
| ---- | -------------------------- | ---------------------------------------------------- |
| 1995 | Агнеш Хеллер               | венгерский философ                                   |
| 1996 | Франсуа Фюре               | французский историк                                  |
| 1997 | Фраймут Дюве               | немецкий публицист и политик                         |
| 1997 | Йоахим Гаук                | немецкий политический деятель                        |
| 1998 | Антье Фольмер              | немецкая публицист и политик                         |
| 1998 | Клод Лефор                 | французский философ                                  |
| 1999 | Массимо Каччари            | итальянский философ и политик                        |
| 2000 | Елена Боннэр               | русский правозащитник                                |
| 2001 | Эрнст Фольрат              | немецкий философ                                     |
| 2001 | Даниэль Кон-Бендит         | немецко-французский политик                          |
| 2002 | Джанни Ваттимо             | итальянский философ и политик                        |
| 2003 | Майкл Игнатьев             | канадский журналист и учёный                         |
| 2004 | Эрнст-Вольфганг Бёкенфёрде | немецкий философ                                     |
| 2005 | Вайра Вике-Фрейберга       | президент Латвии                                     |
| 2006 | Юлия Кристева              | французский психоаналитик и философ                  |
| 2007 | Тони Джадт                 | британский историк                                   |
| 2008 | Виктор Заславский          | русский социолог                                     |
| 2009 | Курт Флаш                  | немецкий историк                                     |
| 2010 | Франсуа Жюльен             | французский философ и синолог                        |
| 2011 | Навид Кермани              | немецко-иранский ориенталист                         |
| 2012 | Ифаат Вайс                 | израильская историк                                  |
| 2013 | Тимоти Снайдер             | американский историк                                 |
| 2014 | Мария Алёхина              | участница группы Pussy Riot                          |
| 2014 | Надежда Толоконникова      | участница группы Pussy Riot                          |
| 2014 | Юрий Андрухович            | украинский писатель                                  |
| 2016 | Кристиан Тайхман           | немецкий историк                                     |
| 2017 | Этьен Балибар              | французский философ                                  |
| 2018 | Энн Петтифор               | экономист                                            |
| 2019 | Jerome Kohn                | редактор Ханны Ардент и директор Центра Ханны Арендт |
| 2019 | Роджер Берковец            | учёный и директор центра Ханны Арендт                |
| 2021 | Джилл Лепор                | США                                                  |
| 2022 | Сергей Жадан               | Украина                                              |
| 2023 | Маша Гессен                | российская и американская журналистка                |